# Berzerk (computerspel)
Berzerk is een shoot 'em up-doolhofspel initieel uitgebracht voor Arcade. Het werd ontwikkeld door Alan McNeil en uitgebracht door Stern Electronics in 1980. Later werd het spel geporteerd naar de spelcomputers Atari 2600, Atari 5200 en Vectrex.

## Spelbesturing[7][4]
Het spel speelt zich af op de planeet Mazeon. De speler bestuurt een groene stokfiguur vanaf de linkerkant van het scherm. De speler heeft een joystick waarmee hij de richting van de stokfiguur aanstuurt. Met behulp van een "vuurknop" kan hij de stokfiguur een laserstraal doen afvuren. De stokfiguur bevindt zich in een doolhof waarin robots navigeren. De robots vuren vanaf het tweede level ook laserstralen af. De speler kan met zijn wapen de robots vernietigen. De stokfiguur komt om het leven indien deze door een laserstraal wordt geraakt, deze een robot fysisch raakt, deze zich in de radius van een exploderende robot bevindt, de muren van het doolhof raakt of geraakt wordt door zijn aartsvijand "Evil Otto".
"Evil Otto" - die door de muren kan wandelen - kan niet uitgeschakeld worden. Bij start van elk level beweegt hij trager dan de stokfiguur, maar dat tempo versnelt naargelang het aantal vernietigde robots. Als alle robots zijn uitgeschakeld, beweegt "Evil Otto" zich aan dezelfde snelheid dan de stokfiguur in horizontale verplaatsingen, maar voor vertikale verplaatsingen is dit sneller.
Een level is beëindigd wanneer de speler zijn stokfiguur naar een uitgang van het doolhof heeft geleid. De moeilijkheidsgraad in het volgende level wordt verhoogd.

## Onderzoek dood van twee spelers
In 1981 stierf de negentienjarige Jeff Daily kort nadat hij Berzerk speelde met een monsterscore van 16.660 punten. In 1982 stierf de achttienjarige Peter Burkowski aan hartfalen nadat hij Berzerk had gespeeld en op korte tijd twee keer in de "high score"-ranking van de betreffende arcademachine belandde. Daardoor was Berzerk het eerste spel waarvan geruchten ontstonden dat computerspellen dodelijk konden zijn. Uit verder onderzoek bleek dat de eerste speler omkwam in een auto-ongeluk, de tweede had omwille van een hartafwijking reeds hartritmestoornissen voordat hij de speelhal betreedde. De conclusie is dat er geen rechtstreeks verband is tussen het spel Berzerk en de dood van de spelers.

## Trivia
- Berzerk was een van de eerste computerspellen waarin spraaksynthese wordt gebruikt. De Engelstalige versie bevat een dertigtal gedigitaliseerde woorden. Geschat wordt dat de kostprijs per woord 1000 Amerikaanse dollar bedroeg.[9]
- De eerste arcadekasten van het spel hadden een optisch touchpad, maar omwille van aanhoudende technische problemen werd deze vervangen door een joystick.[10]
- Elk Berzerk-spel verloopt anders daar de volgorde waarin de doolhoven worden getoond gebaseerd is op een random nummergenerator. Er wordt beweerd dat er 876 unieke doolhoven zijn.[10]
- De artificiële intelligentie van het spel laat toe dat de robots zelf "per ongeluk" fouten kunnen maken: ze vuren laserstralen af op andere robots, ze doden zichzelf door een muur te raken...[4]